# Proemio
Se llama proemio al preludio de un canto, exordio de un discurso o preámbulo de una obra. Es un término o concepto cercano al de prólogo.

## Literatura
En los poemas épicos clásicos o clasicistas, siempre se menciona la temática de la obra al inicio del Proemio.

## Musica
En la antigüedad consistía el proemio en un fragmento cantado que precedía a las composiciones que ejecutaban los citaristas o, por lo menos, tal es la acepción de la palabra griega empleada por Píndaro. También se llamaba así, no solo el preludio en honor de los dioses, especialmente de Júpiter, sino igualmente de todo canto de carácter religioso. Parece que los himnos recibían del mismo modo el nombre de proemios
Entre los autores principales de este género de composiciones se cita a Terpandro (siglo VII a. C.)